# 巴西立东站
巴西立東站（英語：Pasir Ris East station，代號：CR4）是一個未來的新加坡地鐵跨島線的地下車站，位於巴西立的地下。

## 歷史
巴西立東地鐵站在2019年1月25日正式作為跨島線第一期對外公佈。工程將在2020年開工，並在2030年完工。